# Errol Kabak
Errol Kabak (Balıkesir, 21 november 1967 - Istanbul, 13 juli 1998) was een Turks-Nederlandse crimineel. Kabak woonde in Amsterdam en was de leider van de "Monksbende".
Kabak werd diverse keren veroordeeld voor diefstal en geweldsmisdrijven. In 1988 werd hij voor het plegen van 41 overvallen veroordeeld tot negen jaar jeugddetentie in de jeugdgevangenis van Zutphen. In 1990 wist hij hieruit te ontsnappen. Op 4 december 1992 schoot hij, na een mislukte bankoverval in Utrecht, de 40-jarige opperwachtmeester Iman Klaassen dood tijdens een vuurgevecht in hotel Residence in Vinkeveen. Kabak werd veroordeeld tot 20 jaar gevangenisstraf, maar wist in 1993 met vijf medegevangenen te ontsnappen uit gevangenis De Geerhorst in Sittard. In november van dat jaar werd hij bij verstek in hoger beroep veroordeeld tot levenslang. 
Kabak dook later op in Turkije waar hij werd gearresteerd wegens bezit en smokkel van drugs. In 1998 werd Kabak door een medegevangene in de Bayrampaşa-gevangenis van Istanbul op 30-jarige leeftijd vermoord.